# Срнећа леђа
Срнећа леђа је збирка прича српске књижевнице Ане Марије Грбић, објављена 2021. године за издавачку кућу Геопоетика, у њиховој Малој едицији прозе. Књига је 2022. године добила две награде — Награду „Гроздана Олујић” и Награду „Стеван Сремац”. Књигу је на немачки језик превела издавачка кућа Контраст.

## Радња
Књига садржи приче углавном о женама, и по неком мушкарцу, подељених у неколико целина (Птице беже из предграђа, На уста, Срнећа леђа, Цртице из минибуса, Ватромети). Теме су о животним тешкоћама, менталитету, проблемима и тежњама са којима се срећу модерни људи у Србији, али и дијаспори. Неки од јунака су Мирјана, продавачица која мрзи птице, Вида - пензионерка која се спрема за гласање уверена да ће њено место посетити председник државе, докторка Јасмина која схвата да последњи пут види пацијенткињу која је неизлечиво болесна , Марко који мора својој супрузи да саопшти да јој је настрадао рођени брат (прича по којој је названа збирка).

## О аутору
Књижевница је рођена 1987. године у Београду, и написала је један роман, неколико збирки поезије и публицистичку књигу о музичкој групи Идоли. Превела је на српски језик роман Вегетеријанка корејске нобеловке Хан Канг, као и илустровала српско издање романа Лепе странкиње Мирча Картарескуа.